# 8483 Kinwalaniihsia
8483 Kinwalaniihsia este un asteroid din centura principală de asteroizi.

## Descriere
8483 Kinwalaniihsia este un asteroid din centura principală de asteroizi. A fost descoperit pe 16 septembrie 1988 la Cerro Tololo de Schelte J. Bus. Asteroidul prezintă o orbită caracterizată de o semiaxă mare de 2,39 ua, o excentricitate de 0,08 și o înclinație de 7,4° în raport cu ecliptica.